# Кацрін
Кацрін (івр. קצרין) — населений пункт на Голанських висотах, на окупованих Ізраїлем територіях Сирії під час Шестиденної війни 1967 року. З точки зору адміністративно-територіального поділу Ізраїлю, входить до складу Північного округу і є адміністративним центром ізраїльської регіональної ради Голан.
Другий найбільший населений пункт Голанських висот після Мадждаль-Шамса. Знаходиться за 13 км від місця впадання річки Йордан у Тиверіадське озеро (озеро Кінерет). З міста відкривається вид з півдня — на Тиверіадське озеро, з півночі — на гору Хермон, із заходу — на пагорби Галілеї.

## Історія

### Античний час
Останки стародавнього поселення Кацрін або Кісрін розташовані за півкілометра на південний схід від околиці житлового масиву сучасного міста Кацрін. Стародавній Кацрін, на місці якого відкрито археологічний парк, був виявлений ізраїльськими археологами незабаром після Шестиденної війни. Встановлено, що поселення існувало майже 400 років, починаючи з талмудичного періоду в IV столітті, до раннього ісламського періоду — у VIII столітті. Це поселення було одним із 27 єврейських поселень, знайдених на Голанських висотах, що належать до талмудичного періоду. У 746 році Кацрін був зруйнований унаслідок сильного землетрусу і відтоді не заселявся протягом 500 років. Відомо, що низка єврейських поселень не брали активної участі в антиримському повстанні, тому їх не зруйнували війська Веспасіана і Тита, але чи був серед них Кацрін, невідомо. За археологічними знахідками можна лише припустити, що основним заняттям мешканців стародавнього селища було виробництво оливкової олії, адже було виявлено велику кількість олійнодавильних пресів та іншого відповідного обладнання. У результаті розкопок знайдено житлові та виробничі приміщення, синагогу.

### Арабський і мамлюкський періоди
Лише в мамлюкський період у XIII-XIV ст. н. е. тут з'являється нове людське поселення. На руїнах синагоги тюрки-мамлюки побудували мечеть, яка проіснувала до падіння мамлюків під ударами Османської імперії. Значно пізніше занедбаний Кацрін був заселений бедуїнами.

### Новітня історія
Територія, на якій нині розташоване місто, перебувала під французьким мандатом до 1943 року за рішенням, ухваленим на Конференції в Сан-Ремо 1920 року. Вона залишалася під фактичним контролем Франції до 1946 року, після чого перейшла під контроль Сирії. У 1967 році вона опинилася під контролем Ізраїлю внаслідок Шестиденної війни і була згодом анексована Ізраїлем разом із західною частиною Голанських висот.
Будівництво Кацріна почалося 1974 року, одразу ж після Війни Судного дня, як частина державної програми із заселення анексованої Ізраїлем частини Голанських висот у відповідь на сирійські вимоги звільнення. Перші жителі з'явилися 1977 року. Основні події: 1973 рік — рішення уряду Ізраїлю про будівництво міста на Голанських висотах. Липень 1977 року — закладення першого каменю. 1980 рік — створення місцевої ради.

## Міжнародний статус
Кацрін був заснований Ізраїлем на території частини сирійських Голанських висот, яка після Шестиденної війни 1967 року перебуває під контролем Ізраїлю і в 1981 році де-факто ним анексована. Міжнародне співтовариство розглядає контроль Ізраїлю як окупацію (резолюцією № 497 Ради Безпеки ООН від 17 грудня 1981 року; в офіційних документах ООН територію Голан під контролем Ізраїлю іменують «окупованими сирійськими Голанами»), а створювані поселення — як незаконні.

## Населення
За даними Центрального статистичного бюро Ізраїлю, населення на початок 2020 року становило 7 297 осіб.
У Кацрині проживає близько 2000 сімей. Більшу частину населення становить світська молодь, 30 % жителів міста — нові репатріанти з колишнього Радянського Союзу. Планується збільшити населення Кацріна до 20 тис. осіб.

## Міста-побратими

Мікулов парк

Мікулов, Чехія (з 2008 року). Кацрін має угоду про дружбу з містом Мікулов, Чехія. 2012 року чеська делегація з візитом в Ізраїлі взяла участь у церемонії закладення каменю для парку Мікулов у Кацрині. 24 червня 2013 року відбулася церемонія відкриття першої фази парку. На урочистостях відкриття був присутній посол Чехії в Ізраїлі. Зокрема, у парку було зведено зменшену копію годинникової вежі міста Мікулов та інформаційну аудіосистему, за допомогою якої відвідувачі можуть дізнатися про історію Мікулова.